# Toxorhina (Eutoxorhina) ammoula
Toxorhina (Eutoxorhina) ammoula is een tweevleugelige uit de familie steltmuggen (Limoniidae). De soort komt voor in het Australaziatisch gebied.